# Bobrîk, Korostîșiv
Bobrîk (în ucraineană Бобрик) este un sat în orașul raional Korostîșiv din raionul Korostîșiv, regiunea Jîtomîr, Ucraina.

## Demografie
Componența lingvistică a localității Bobrîk
     Ucraineană (93,94%)
     Rusă (4,55%)
     Română (1,52%)
Conform recensământului din 2001, majoritatea populației localității Bobrîk era vorbitoare de ucraineană (93,94%), existând în minoritate și vorbitori de rusă (4,55%) și română (1,52%).